# Ladislav Veltruský
Ladislav Veltruský (27. února 1917[zdroj⁠?!] – 24. ledna 1979) byl československý ekonom, rektor Vysoké školy ekonomické a v době pražského jara poslanec České národní rady.
Ladislav Veltruský byl rektorem Vysoké školy ekonomické v letech 1968–1970, před tím zde působil jako prorektor. Poslancem České národní rady byl v období 1. ledna 1969 – 25. listopadu 1971.
Ve své vědecké činnosti se zabýval především financemi:
- Československé finance[1]
- Kapitalistické finance [2]
- Peněžní oběh a úvěr v kapitalistických státech[3]
- Finance v kapitalistické společnosti[4]
- Bankovní soustavy kapitalistických států
- Vliv ekonomického systému na podnikové finance a metodiku úvěrování v letech 1949–1955[5]